# Sound Juicer
El Sound Juicer és una aplicació gràfica per extreure pistes d'àudio en formats com ara Ogg Vorbis, MP3, FLAC i WAV. Per a això, utilitza GStreamer. També permet clonar o reproduir el CD d'àudio en qüestió, i eventualment, recol·lectar informació sobre aquest últim accedint a la base de dades MusicBrainz. El Sound Juicer és programari lliure, utilitza les biblioteques GTK+ i forma part de l'escriptori GNOME a partir de la versió 2.10.